# Heteroconis curvata
Heteroconis curvata är en insektsart som beskrevs av Meinander 1990. Heteroconis curvata ingår i släktet Heteroconis och familjen vaxsländor. Inga underarter finns listade i Catalogue of Life.